# Le Subdray
Le Subdray est une commune française située dans le département du Cher, en région Centre-Val de Loire.

## Géographie
La commune est située à 15 km de Bourges et 3 km de Saint-Florent-sur-Cher.
Le territoire communal est traversé par le sentier de grande randonnée de pays de la Champagne berrichonne
Le Subdray est desservie par la ligne V du Réseau de mobilité interurbaine.

### Climat
Pour des articles plus généraux, voir Climat du Centre-Val de Loire et Climat du Cher.
En 2010, le climat de la commune est de type climat océanique dégradé des plaines du Centre et du Nord, selon une étude du CNRS s'appuyant sur une série de données couvrant la période 1971-2000. En 2020, Météo-France publie une typologie des climats de la France métropolitaine dans laquelle la commune est exposée à un climat océanique altéré et est dans la région climatique  Centre et contreforts nord du Massif Central, caractérisée par un air sec en été et un bon ensoleillement. 
Pour la période 1971-2000, la température annuelle moyenne est de 11,1 °C, avec une amplitude thermique annuelle de 15,5 °C. Le cumul annuel moyen de précipitations est de 750 mm, avec 11,4 jours de précipitations en janvier et 7,3 jours en juillet. Pour la période 1991-2020, la température moyenne annuelle observée sur la station météorologique la plus proche, située sur la commune de Bourges à 11 km à vol d'oiseau, est de 12,1 °C et le cumul annuel moyen de précipitations est de 742,7 mm,. Pour l'avenir, les paramètres climatiques de la commune estimés pour 2050 selon différents scénarios d'émission de gaz à effet de serre sont consultables sur un site dédié publié par Météo-France en novembre 2022.

## Urbanisme

### Typologie
Au 1er janvier 2024, Le Subdray est catégorisée commune rurale à habitat dispersé, selon la nouvelle grille communale de densité à 7 niveaux définie par l'Insee en 2022.
Elle est située hors unité urbaine. Par ailleurs la commune fait partie de l'aire d'attraction de Bourges, dont elle est une commune de la couronne,. Cette aire, qui regroupe 111 communes, est catégorisée dans les aires de 50 000 à moins de 200 000 habitants,.

### Occupation des sols
L'occupation des sols de la commune, telle qu'elle ressort de la base de données européenne d’occupation biophysique des sols Corine Land Cover (CLC), est marquée par l'importance des territoires agricoles (74,5 % en 2018), en diminution par rapport à 1990 (77,9 %). La répartition détaillée en 2018 est la suivante : 
terres arables (73,4 %), forêts (10,2 %), zones industrielles ou commerciales et réseaux de communication (6,7 %), mines, décharges et chantiers (4,8 %), zones urbanisées (3,8 %), zones agricoles hétérogènes (1,1 %).
L'évolution de l’occupation des sols de la commune et de ses infrastructures peut être observée sur les différentes représentations cartographiques du territoire : la carte de Cassini (XVIIIe siècle), la carte d'état-major (1820-1866) et les cartes ou photos aériennes de l'IGN pour la période actuelle (1950 à aujourd'hui).

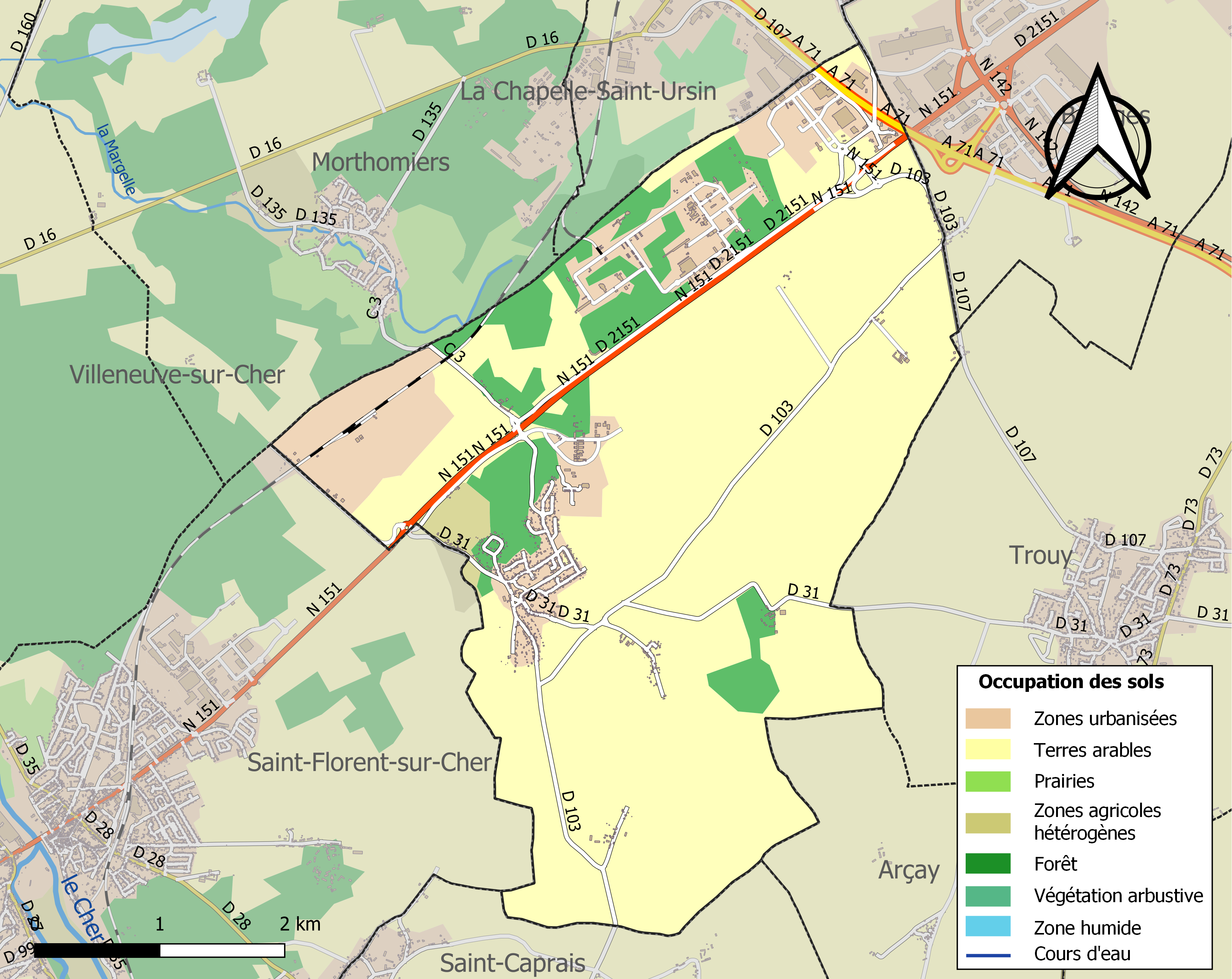
Carte des infrastructures et de l'occupation des sols de la commune en 2018 (CLC).

### Risques majeurs
Le territoire de la commune duSubdray est vulnérable à différents aléas naturels : météorologiques (tempête, orage, neige, grand froid, canicule ou sécheresse), mouvements de terrains et séisme (sismicité faible). Il est également exposé à deux risques technologiques,  le transport de matières dangereuses et  le risque industriel. Un site publié par le BRGM permet d'évaluer simplement et rapidement les risques d'un bien localisé soit par son adresse soit par le numéro de sa parcelle.

#### Risques naturels

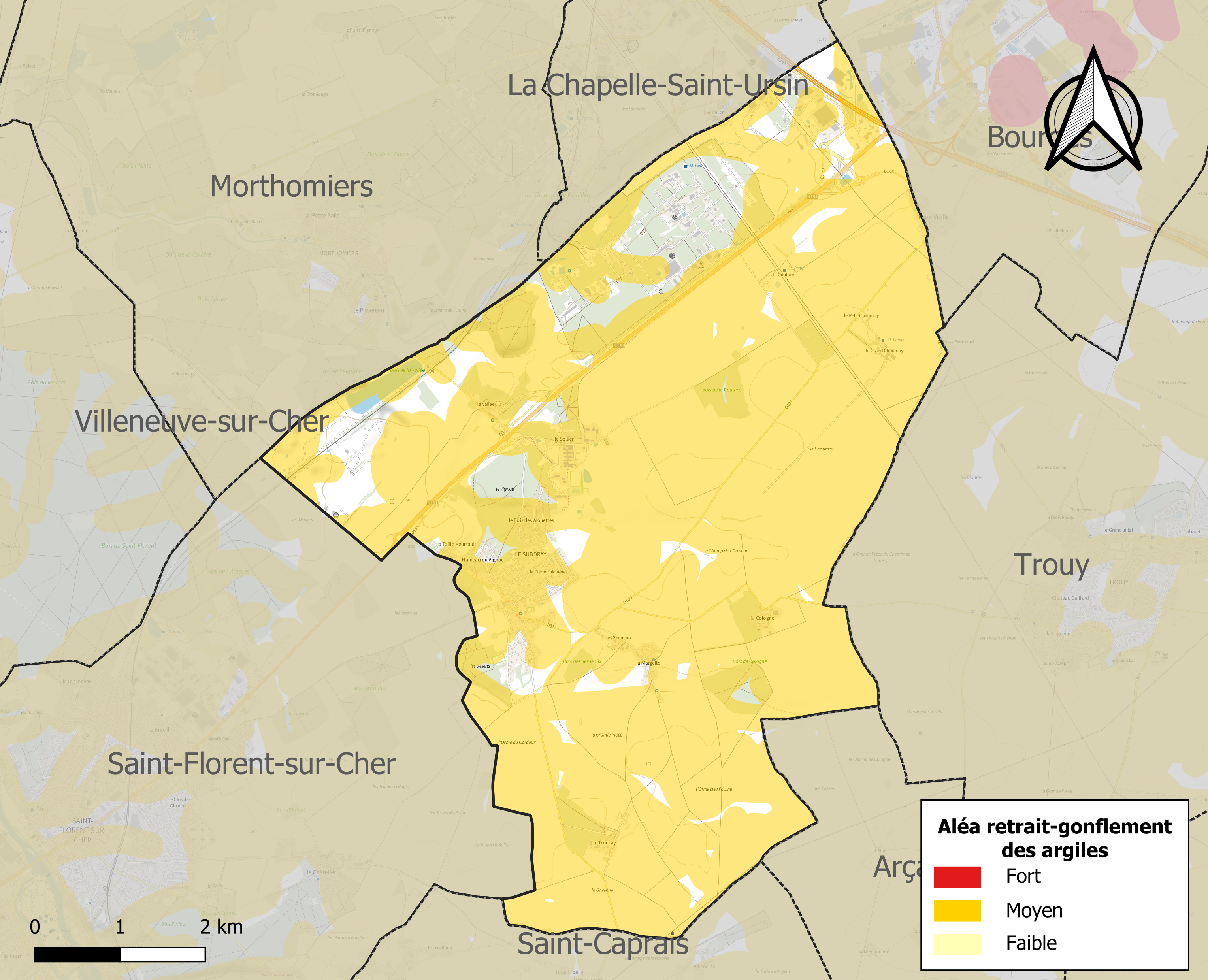
Carte des zones d'aléa retrait-gonflement des sols argileux duSubdray.

La commune est vulnérable au risque de mouvements de terrains constitué principalement du retrait-gonflement des sols argileux. Cet aléa est susceptible d'engendrer des dommages importants aux bâtiments en cas d’alternance de périodes de sécheresse et de pluie. 87,5 % de la superficie communale est en aléa moyen ou fort (90 % au niveau départemental et 48,5 % au niveau national). Sur les 396 bâtiments dénombrés sur la commune en 2019, 334 sont en aléa moyen ou fort, soit 84 %, à comparer aux 83 % au niveau départemental et 54 % au niveau national. Une cartographie de l'exposition du territoire national au retrait gonflement des sols argileux est disponible sur le site du BRGM,.
Concernant les mouvements de terrains, la commune a été reconnue en état de catastrophe naturelle au titre des dommages causés par la sécheresse en 2018 et par des mouvements de terrain en 1999.

#### Risques technologiques
La commune est exposée au risque industriel du fait de la présence sur son territoire d'une entreprise soumise à la directive européenne SEVESO.
Le risque de transport de matières dangereuses sur la commune est lié à sa traversée par des infrastructures routières ou ferroviaires importantes ou la présence d'une canalisation de transport d'hydrocarbures. Un accident se produisant sur de telles infrastructures est en effet susceptible d’avoir des effets graves au bâti ou aux personnes jusqu’à 350 m, selon la nature du matériau transporté. Des dispositions d’urbanisme peuvent être préconisées en conséquence.

## Histoire

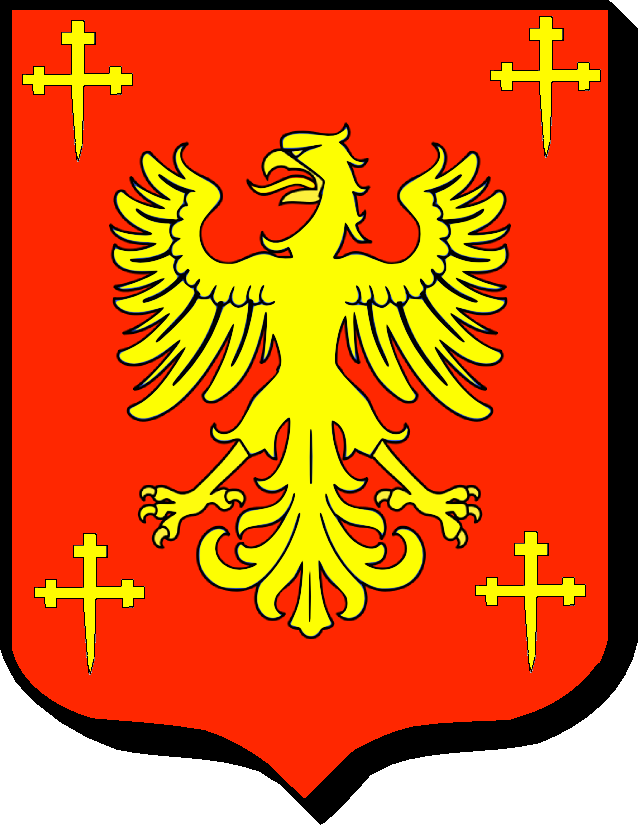
Blason famille Pellorde

Une sépulture gallo-romaine isolée a été découverte en 2006 au lieu-dit « Les Chagnières » le long de la voie antique Avaricum-Argentomagus.
La première mention du village du Subdray remonte à 1138. Le village est alors également appelé Ceudray et Cuodray.
Jean Pellorde, seigneur de Coulogne, fils de Guillaume Pellorde, écuyer, seigneur de Coulogne et échanson du roi et de Perrette de Poncher est inhumé dans l'église du Subdray après 1495.

## Politique et administration

### Liste des maires
| Période                                  | Période   | Identité       | Étiquette | Qualité                                                   |
| ---------------------------------------- | --------- | -------------- | --------- | --------------------------------------------------------- |
| mars 1977                                | mars 2014 | Daniel Marchon | DVD       | Retraité                                                  |
| mars 2014                                | mai 2020  | Corinne Suplie |           | Employée (secteur privé)                                  |
| mai 2020                                 | En cours  | Bruno Fouchet, |           | Employé civil ou agent de service de la fonction publique |
| Les données manquantes sont à compléter. |           |                |           |                                                           |

### Politique environnementale
Dans son palmarès 2016, le Conseil National des Villes et Villages Fleuris de France a attribué une fleur à la commune au Concours des villes et villages fleuris.

## Démographie
L'évolution du nombre d'habitants est connue à travers les recensements de la population effectués dans la commune depuis 1793. Pour les communes de moins de 10 000 habitants, une enquête de recensement portant sur toute la population est réalisée tous les cinq ans, les populations de référence des années intermédiaires étant quant à elles estimées par interpolation ou extrapolation. Pour la commune, le premier recensement exhaustif entrant dans le cadre du nouveau dispositif a été réalisé en 2006.

En 2022, la commune comptait 968 habitants, en évolution de +2,76 % par rapport à 2016 (Cher : −2,48 %, France hors Mayotte : +2,11 %).
| 1793 | 1800 | 1806 | 1821 | 1831 | 1836 | 1841 | 1846 | 1851 |
| ---- | ---- | ---- | ---- | ---- | ---- | ---- | ---- | ---- |
| 342  | 134  | 149  | 346  | 334  | 345  | 316  | 404  | 427  |

| 1856 | 1861 | 1866 | 1872 | 1876 | 1881 | 1886 | 1891 | 1896 |
| ---- | ---- | ---- | ---- | ---- | ---- | ---- | ---- | ---- |
| 460  | 522  | 579  | 569  | 507  | 458  | 428  | 365  | 352  |

| 1901 | 1906 | 1911 | 1921 | 1926 | 1931 | 1936 | 1946 | 1954 |
| ---- | ---- | ---- | ---- | ---- | ---- | ---- | ---- | ---- |
| 316  | 367  | 366  | 342  | 332  | 335  | 306  | 316  | 299  |

| 1962 | 1968 | 1975 | 1982 | 1990 | 1999 | 2006 | 2011 | 2016 |
| ---- | ---- | ---- | ---- | ---- | ---- | ---- | ---- | ---- |
| 342  | 355  | 425  | 431  | 478  | 712  | 832  | 984  | 942  |

| 2021 | 2022 | - | - | - | - | - | - | - |
| ---- | ---- | - | - | - | - | - | - | - |
| 979  | 968  | - | - | - | - | - | - | - |

## Vie pratique

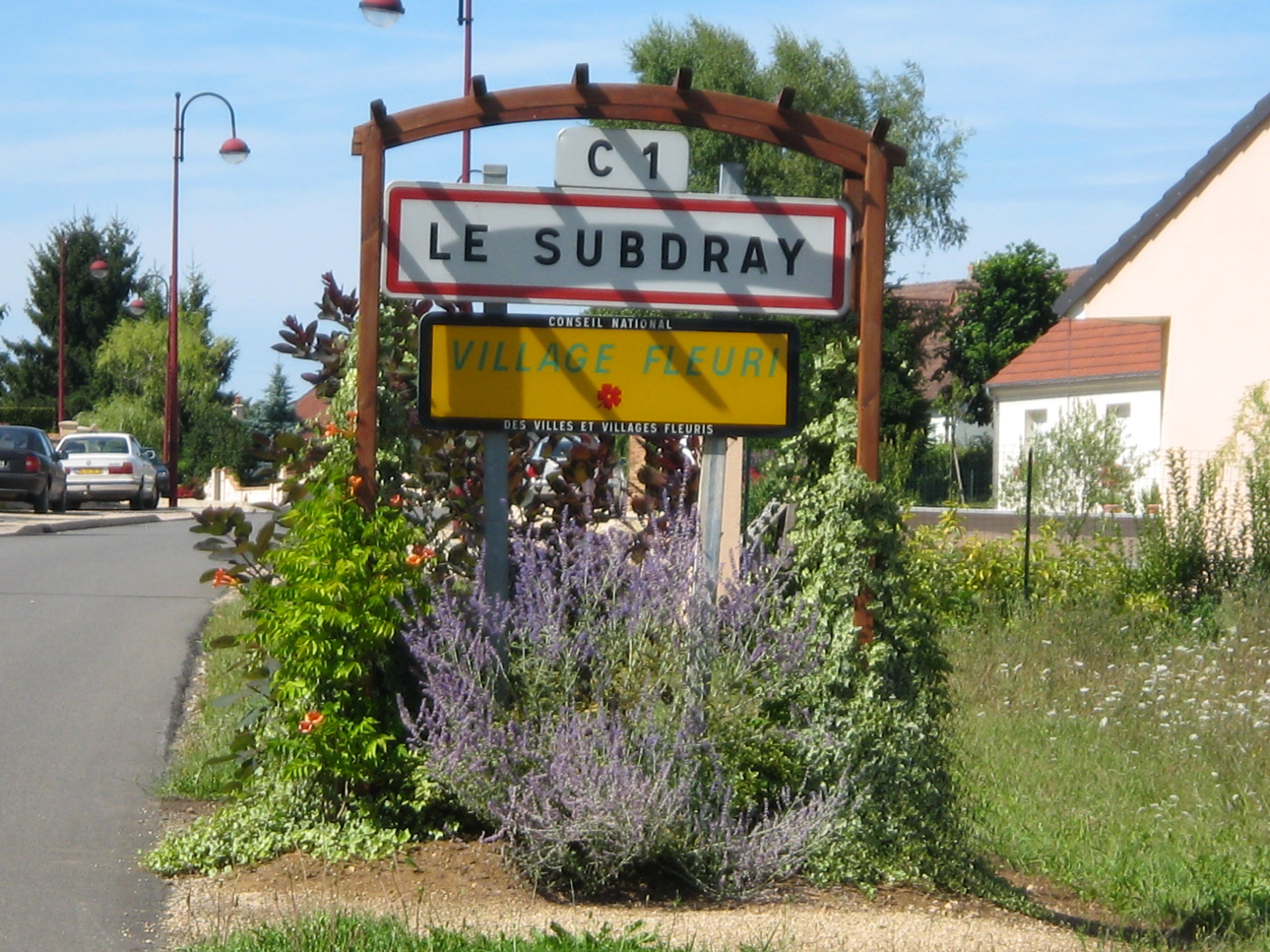
Panneau indicateur, Le Subdray.

### Enseignement
La commune, située dans l'académie d'Orléans-Tours, compte une école primaire.

### Cadre de vie
La commune possède le label « Ville fleurie ». Une fleur lui a été attribuée par le conseil national des villes et villages fleuris de France dans le cadre du concours des villes et villages fleuris.

## Économie
Plusieurs entreprises sont installées sur le territoire de la commune telles que La Bovida ou encore des établissements de Défense comme MBDA (Groupe EADS) classée Seveso, Roxel ou GSM - Italcementi Group.

## Culture locale et patrimoine

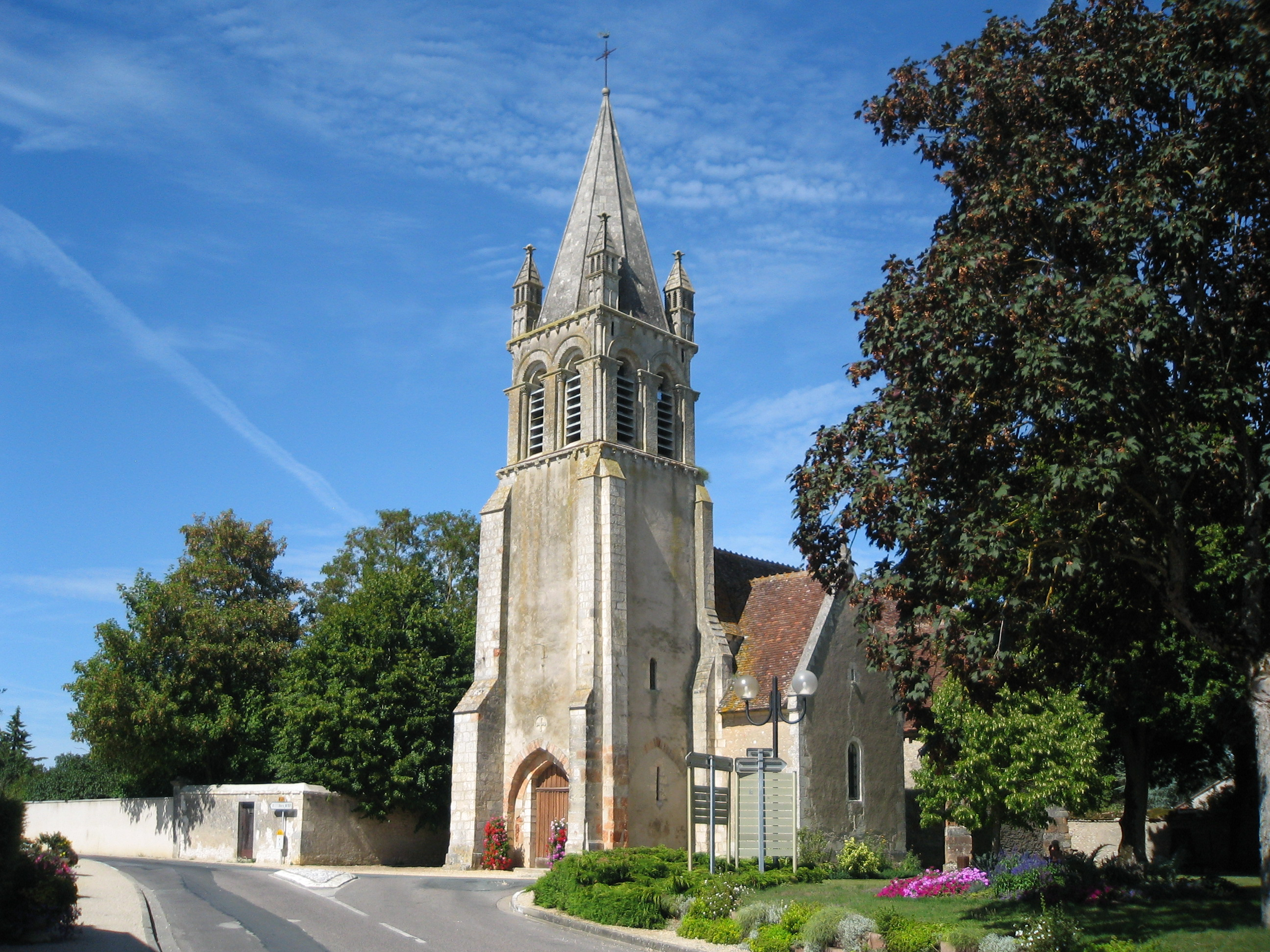

### Lieux et monuments
- Église Notre-Dame. Sur la place principale du village se trouve une église de style roman parfaitement conservée et inscrite sur la liste des monuments historiques depuis 1926[31]. Cette église est dédiée à Notre Dame, XIIe siècle, XVe siècle et XIXe siècle. Son chevet est de forme carré, la pyramide, servant de clocher, se termine par des clochetons très délicats[21].
- Château du Sollier, propriété privée, lieu-dit le Sollier, XVIIe siècle et XIXe siècle.